# Џозеф Бемпа
Џозеф Овусу Бемпа (Офинсо, 5. септембра 1995) гански је фудбалер.

## Трофеји и награде
Гана до 20
- Афрички куп нација: треће место 2015.[3]